# Demnitz (Fluss)
Die Demnitz windet sich durch das Demnitztal im Naturpark Schlaubetal. Auf 87,55 ha findet sich seit 1981 das Naturschutzgebiet Oberes Demnitztal, ein teilweise angestautes und vermoortes Fließtal am Rande des Schlaubetals. Der Name bezieht sich auf das altslawische timẹ oder timêno, das Sumpf, Schlamm oder Kot bedeutet. Im Russischen findet sich тимение = Sumpf, im Tschechischen tymenec = Sumpfquelle. Der Name wandelte sich über Temnitz im Laufe der Zeit zu Demnitz.

## Entstehung
Die Landschaft entstand in der Weichsel-Eiszeit. Diese schuf die Schmelzwassersysteme der Schlaube, Dorche, Oelse und Demnitz.

## Verlauf
Der Bach entspringt Feuchtwiesen östlich von Mixdorf und windet sich auf seinem kurzen, rund vier Kilometer langen Lauf durch das Fließtal. Kurz vor seiner Mündung in die Nordostbucht des Oelsener Sees in Dammendorf unterquert er die Bundesstraße 246.

## Natur
Das Ledo-Sphagnetum beherbergt Spinnen wie die Gerandete Jagdspinne, Tapinocyboides pygmaeus und Taranucnus setosus.
In den Mooren, gebildet aus Sumpfporst-Torfmoos, finden sich  auch Wanzen wie Gerris lateralis. Bestände an Wasserfedern finden sich hier ebenfalls.